# والینور
والینور (سرزمین والار یا سرزمین والاها) یک سرزمین خیالی در رشته‌افسانه‌های تالکین است که در تصرف والاها در امان است. همچنین همانند تول ارسئا و مرزهای بیرونی امان، به آن نام سرزمین‌های جاودان هم داده شده‌است. نام سرزمین‌های جاودان کمی گمراه‌کننده است چون این سرزمین برای افراد فناپذیر که به آنجا می‌روند خاصیت جاودان بودن ندارد. البته فقط موجودات جاودان اجازهٔ زندگی در این سرزمین را دارند اما حمل کنندگان حلقه یگانه (بیلبو بگینز، فرودو بگینز، سم وایز گمجی و احتمالاً گیملی و لگولاس) از این قانون مستثنا هستند.

## خلاصه
تالکین جزئیات زیادی از والینور نداده است نقشه‌های کارن واین فونستاد برپایهٔ طرح‌های کلی است که تالکین از آردا و سرزمین‌های پیرامونش کشیده است. اما احتمالاً والینور ۸۰۰ مایل پهنا (غرب به شرق) و ۳۰۰۰ مایل طول (شمال به جنوب) داشته‌است و ابعاد تقریبی آن به ابعاد آمریکا نزدیک است.
پس از نابودی نومنور سرزمین‌های جاویدان از آردا حذف شد تا دیگر دست انسان‌ها به آن نرسد و به جایی رفت که تنها الف‌ها می‌توانستند به آنجا رفت‌وآمد داشته باشند. آن‌ها ابتدا راه خاکی و سپس از راه دریا با کمک کشتی‌هایی که می‌توانستند از کرهٔ زمین خارج شوند به این سرزمین می‌رفتند.